# Roger Machado Marques
Roger Machado Marques (* 25. duben 1975) je bývalý brazilský fotbalista.

## Reprezentace
Roger odehrál 1 reprezentační utkání. S brazilskou reprezentací se zúčastnil Copa América 2001.

## Statistiky
| Brazílie | Brazílie | Brazílie |
| Roky     | Záp.     | Góly     |
| -------- | -------- | -------- |
| 2001     | 1        | 0        |
| Celkem   | 1        | 0        |